# Vertti Takala
Vertti Takala (* 20. Januar 1995 in Äänekoski) ist ein finnischer Motorradrennfahrer. Er fährt die Supersport-Weltmeisterschaft für Kallio Racing neben Hannes Soomer.

## Statistik in der Supersport-Weltmeisterschaft
(Stand: Saisonende 2021)
| Saison | Team          | Motorrad       | Rennen | Siege | Zweiter | Dritter | Poles | Schn. Runden | Punkte | Ergebnis |
| ------ | ------------- | -------------- | ------ | ----- | ------- | ------- | ----- | ------------ | ------ | -------- |
| 2021   | Kallio Racing | Yamaha YZF-R 6 | 23     | –     | –       | –       | –     | –            | 43     | 15.      |
| Gesamt | Gesamt        | Gesamt         | 23     | 0     | 0       | 0       | 0     | 0            | 43     |          |